# Gregorio Salvador Caja
Pour les articles homonymes, voir Salvador (homonymie).
Gregorio Salvador Caja, né le 11 juillet 1927 à Cúllar (province de Grenade) et mort le 26 décembre 2020, est un dialectologue, lexicographe et critique littéraire espagnol. Il est membre de la Real academia española depuis 1987, institution dont il fut vice-directeur entre 1999 et 2007. Il est un des nombreux disciples de Manuel Alvar, avec lequel il a collaboré dans l'élaboration de l'Atlas Lingüístico y Etnográfico de Andalucía.

## Œuvres

### Œuvres linguistiques
- El habla de Cúllar-Baza : contribución al estudio de la frontera del andaluz (1958)
- Unidades fonológicas vocálicas en el andaluz oriental (1977)
- Las otras vocales andaluzas (Revista Española de Lingüística, 1989)
- Semántica y Lexicología del Español (Madrid, Paraninfo, 1985)
- Estudios dialectológicos (Madrid, Paraninfo, 1987)
- La lengua española, hoy, en collaboration avec Manuel Seco (es) (Fundación Juan March, 1995)

Il fut le principal auteur de la nouvelle édition de Ortografía de la lengua española (1999), une révision des normes orthographiques de la Real Academia, qui dataient alors de plus d'un siècle.

### Essais, recueils d'articles
Il a publié plusieurs recueils d'articles publiés notamment dans ABC. Les plus importants sont :
- Lengua española y lenguas de España (Ariel, 1987)
- Política lingüística y sentido común (Istmo, 1992)
- Un mundo con libros (Espasa-Calpe, 1995)
- Historia de las letras, avec Juan Ramón Lodares (Espasa-Calpe, 1996)
- Granada, recuerdos y retornos (Universidad de Granada, 1996)
- El destrozo educativo (Grupo Unisón, Madrid. 2004)
- El fútbol y la vida (Espasa-Calpe, 2007)
- Noticias del Reino de Cervantes (Espasa-Calpe, 2007)
- Estar a la que salte (Espasa-Calpe, 2007)

### Œuvres de fiction
Plus récemment, Gregorio Salvador a publié quelques œuvres littéraires qui ont été bien accueillies par la critique. On peut citer :
- Casualidades (Espasa-Calpe, 1994). Contes et récits
- El eje del compás (Planeta, 2002). Roman
- Nocturno londinense y otros relatos (Espasa-Calpe, 2006). contes et récits